# Storknolten
Storknolten är en bergstopp i Antarktis. Den ligger i Östantarktis. Norge gör anspråk på området. Toppen på Storknolten är 2 555 meter över havet.
Terrängen runt Storknolten är varierad. Trakten är obefolkad. Det finns inga samhällen i närheten.